# Roh Tae-woo
Roh Tae-woo (em coreano: 노태우; 4 de dezembro de 1932 — Seul, 26 de outubro de 2021), foi um militar e político sul-coreano.
Serviu como presidente da Coreia do Sul de 1988 até 1993.
Devido à sua proximidade com o chaebol, cujos interesses promoveu em troca de subornos, acumulou uma fortuna de 650 milhões de dólares. Na sequência da campanha anticorrupção liderada após 1993 pelo seu sucessor Kim Young-sam, e do questionamento do seu papel na revolta de Gwangju de 1980, Roh Tae-woo foi condenado, tal como o seu antecessor Chun Doo-hwan. A sentença de Roh Tae-woo de vinte e dois anos e meio foi reduzida para dezassete anos no recurso, antes de ser libertado no início de 1998 na intervenção do novo Presidente Kim Dae-jung.

## Morte
Roh morreu em 26 de outubro de 2021, aos 88 anos de idade, no hospital da Universidade Nacional de Seul.